# EPIC 206061524
EPIC 206061524 — одиночная звезда в созвездии Водолея на расстоянии приблизительно 929 световых лет (около 285 парсек) от Солнца.
Вокруг звезды обращается, как минимум, одна планета.

## Характеристики
EPIC 206061524 — красно-оранжевый карлик спектрального класса K7V, или M0,7. Масса — около 0,743 солнечной, радиус — около 0,7 солнечного, светимость — около 0,148 солнечной. Эффективная температура — около 4295 К.

## Планетная система
В 2016 году командой астрономов, работающих с фотометрическими данными в рамках проекта Kepler K2, было объявлено об открытии планеты EPIC 206061524 b.